# Strabea
Strabea là một chi bướm đêm thuộc họ Erebidae.